# Драпанка
Драпанка (укр. Драпака, Глибочок) — река в Чортковском районе Тернопольской области, Украина. Правый приток реки Ничлава (бассейн Днестра).
Начинается из источников возле села Озеряны, впадает в Ничлаву в селе Пищатинцы. Длина реки — 17 км, площадь бассейна — 57 км².
От истока до села Глубочок — течение медленное, ниже до устья уклон возрастает, приобретает каньоноподобный вид. Вода используется для сельскохозяйственных нужд.